# Saben aquell
Pour plus de détails, voir Fiche technique et Distribution.
Saben aquell est un film espagnol sorti en 2023, réalisé par David Trueba. 
Les rôles principaux sont joués par David Verdaguer et Carolina Yuste. 

## Synopsis
Le film est basé sur la biographie du célèbre humoriste Eugeni Jofra i Bafalluy.

## Distribution
- David Verdaguer: Eugenio
- Carolina Yuste: Conchita Alcaide
- Pedro Casablanc: Vicente
- Marina Salas: Mari Carmen

## Récompenses
Le film est reconnu par 11 nominations aux Prix Goya.  